# José María Brito Pérez
José María Brito Pérez, (El Paso, 1 de diciembre de 1934) es médico cirujano, investigador y profesor. Realizó sus primeros estudios en su ciudad natal. Posteriormente se trasladó a Madrid donde se licenció en Medicina en el año 1959. Dos años después, se diplomó en Sanidad y Enfermedades del Tórax. En 1964, obtuvo el título oficial de cirujano cardio-vascular.

## Vida profesional
Inició su trabajo como cardiólogo en el Sanatorio de Ofra (Tenerife), en 1964. Desde 1976 fue jefe del servicio de cirugía infantil del Hospital Universitario Ramón y Cajal de (Madrid). En 1977 fundó, junto al Manuel Quero Jiménez, la primera Unidad Médico-Quirúrgica de Cardiología Pediátrica, de España, en el mismo hospital. En 2001 fundó la unidad de Cirugía Cardiaca Pediátrica del Hospital Materno-Infantil de Las Palmas de Gran Canaria.
Ha sido consultor de enfermedades cardiovasculares y profesor de Cirugía Cardiaca en la Facultad de Medicina de la Universidad de Alcalá de Henares (Madrid); también Jefe de Servicio de Cirugía Cardiaca del Hospital Materno-Infantil de Las Palmas y Profesor Emérito del mismo.
A su prestigio nacional e internacional como cirujano, hay que sumar su producción científica, que ha sido publicada en revistas especializadas, tanto españolas como extranjeras:
- Brasil: Arquivos Brasileiros de Oftalmologia, Revista da Associaçao Médica Brasileira.
- España: Anales Españoles de Pediatría, Cirugía Cardiovascular, Revista Clínica Española, Revista Española de Cardiología, Revista Española de Tuberculosis.
- Estados Unidos: American Heart Journal, Annales de Chirurgie, Annals of Surgery, Brain Research Reviews, Cancer Cell, Cellular Inmunology, Developmental Biology, Inhalation Toxicology, Journal of Leukocyte Biology, Neurochemistry International, Optics Express, Pediatric Cardiology, PloS One, Proceedings of the National Academy of Sciences of the United States of America, Texas Heart Institute Journal, The Annals of Thoracic Surgery, The Journal of Thoracic and Cardiovascular Surgery, The Journal of Surgical Research, Toxicological Sciences.
- Europa: Bulletin de la Société Internationalle de Chirurgie, Development, European Journal of Cardiology, European Journal of Cardio-Thoracic Surgery, European Journal of Pharmacology, Infection, Neuroendocrinology, The Journal of Cardiovascular Surgery, Thorax.
- Japón: Japanese Heart Journal.
- México: Archivos del Instituto de Cardiología de México.

Su compromiso con la salud pública le ha llevado a manifestarse en contra de la instalación de industrias contaminantes en su isla natal, y a defender la permanencia de la Unidad de Cirugía Cardiaca Infantil del Hospital Materno Infantil de Gran Canaria.

## Méritos, reconocimientos y condecoraciones
- Gobierno de España (Madrid): Encomienda de Número de la Orden del Mérito Civil.
- Ayuntamiento de El Paso (La Palma, Canarias): Hijo Predilecto.
- Ayuntamiento de El Paso (La Palma, Canarias): Medalla de oro.
- Ayuntamiento de El Paso (La Palma, Canarias): Dedicación de calle céntrica con su nombre: José María Brito Pérez.
- Gobierno de España (Madrid): Cruz de la Orden Civil de Sanidad.
- Sociedad Canaria de Pediatría (S/C de Tenerife): Medalla “Diego Guigou y Costa”.
- Expociencia Tuluá 2011 (San Bartolomé de Tuluá, Colombia): Ciudadano Ilustre.
- Socio de Honor de la Sociedad Española de Pediatría y de la Sociedad Española de Cardiología Pediátrica y Cardiopatías Congénitas
- Cabildo de La Palma (Canarias, España): Hijo Predilecto